# كيث هدسون
كيث هدسون (بالإنجليزية: Keith Hudson)‏ هو ملحن ومغني ومنتج أسطوانات جامايكي، ولد في 1946 في كينغستون في جامايكا، وتوفي في 14 نوفمبر 1984 في نيويورك في الولايات المتحدة بسبب سرطان الرئة.

## وصلات خارجية
- كيث هدسون على موقع ميوزك برينز (الإنجليزية)
- كيث هدسون على موقع ديسكوغز (الإنجليزية)